# Nicolás Paredes
César Nicolás Paredes Avellaneda (Bogotá, 5 de septiembre de 1992) es un ciclista profesional colombiano. Desde 2022 corre para el equipo profesional Sindicato de Empleados Públicos de San Juan de categoría Continental.

## Palmarés
2015
- Memorial Augusto Triana, Fusagasugá,[1] Colombia

2016
- 1 etapa de la Vuelta a Antioquia[2]

2017
- Vuelta Ciclista de Chile

2018
- Vuelta Michoacán

## Equipos
- 4-72 Colombia (2013-2014)
- Strongman Campagnolo Wilier (2016)
- Medellín (2017-2020)
- Louletano-Loulé Concelho (2021)
- Sindicato de Empleados Públicos de San Juan (2022-2024)
- 🇬🇹 Hino-One-La Red-Suzuki (2025-)